# الموسطه "عقيبة (ردفان)

تعديل مصدري - تعديل

الموسطه "عقيبة هي إحدى قرى عزلة الحبيلين بمديرية ردفان التابعة لمحافظة لحج، بلغ تعداد سكانها 44 نسمة حسب تعداد اليمن لعام 2004.